# Temnocerus lindae
Temnocerus lindae is een keversoort uit de familie Rhynchitidae. De wetenschappelijke naam van de soort is voor het eerst geldig gepubliceerd in 1971 door Hamilton.